# Traîneau à chien

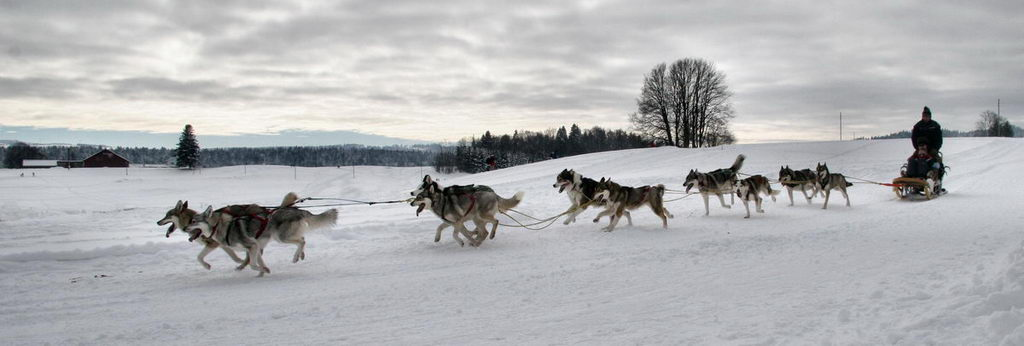
Course sur la neige.

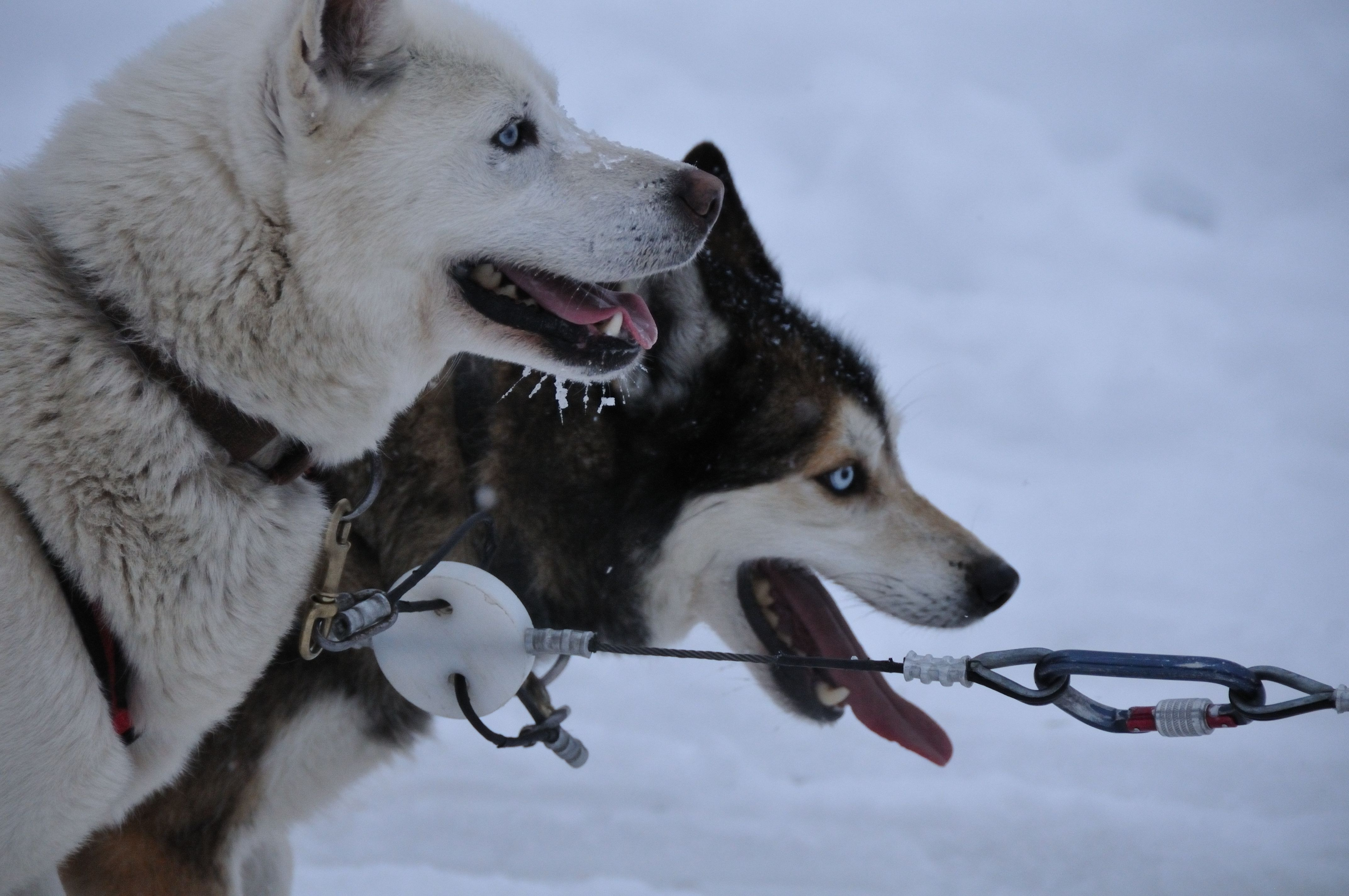
Huskies au repos à Ottawa, Canada, 2011.

Un traîneau à chien est un traîneau conçu pour être tiré par un ou plusieurs chiens pour voyager sur la glace ou la neige. Bien qu'on ignore la date de leur invention, les premiers traineaux à chien de Sibérie sont cités dans la littérature arabe du Xe siècle de notre ère.
Différents types de chiens peuvent être utilisés, notamment l'Alaskan, le Husky sibérien ou le Malamute de l’Alaska.